# 飯尾連龍
飯尾連龍（いのお つらたつ，？-1566年1月11日），又名致實（むねざね），日本戰國武將。今川氏家臣。遠江國曳馬城城主。

## 略歷
駿河飯尾氏出自三善氏。原本是室町幕府奉行眾，飯尾長連時代移往駿河國，代代仕於今川氏家，祖父為飯尾賢連、父親為飯尾乘連。永祿3年（1560年）今川義元於桶狭間之戰戰死後，與今川氏關係急轉直下。永禄5年（1562年），連龍與松平家康內通，得知消息的今川氏真率軍進攻曳馬城，雙方死傷慘重，連龍重臣湯屋、森川、内田等戰死，但未被攻陷。氏真方也有新野親矩、三浦正俊、中野直由等人陣亡。
後來飯尾連龍接獲今川家和議通告，今川暫時退兵。但今川氏真對於連龍的懷疑未曾盡去，於是邀請連龍前往駿府。永祿8年12月20日（1566年1月11日），連龍進入駿府，於駿府城内被氏真派人謀殺。
連龍死後，曳馬城以妻子田鶴之方（椿姬）為主守城。德川家康派兵攻打曳馬城，城內的內部分裂成德川派及武田派，當中德川派背叛充作內應，結果輕鬆攻佔濱松城，椿姬戰死。

## 登場作品

### 影視劇
- 怎麼辦家康（2023年、NHK大河劇、演：渡部豪太）